# Magda Szabó
Magda Szabó (Debrecen, 5 d'octubre de 1917 - Budapest, 19 de novembre de 2007) fou una escriptora hongaresa, considerada una de les millors novel·listes en llengua hongaresa. Altrament, compongué teatre, poesia, assaigs i unes memòries.

## Biografia
Nascuda a Debrecen, Szabó va graduar-se a la Universitat de Debrecen com a professora de llatí i hongarès. Inicià la seva tasca docent en una escola calvinista exclusivament destinada a la instrucció de nenes a Debrecen i Hódmezővásárhely. Entre l'any 1945 i el 1949, restà ocupada en el Ministeri de Religió i Educació. S'uní en matrimoni amb l'escriptor i traductor Tibor Szobotka el 1947.
La carrera com a escriptora, l'encetà en ocasió de la publicació d'un llibre de poesia, Bárány ('Corder') el 1947, recull que precedí a Vissza az emberig ('Retorn a l'humà') el 1949. En l'esmentat any li fou concedit el Premi Baumgarten, dissortadament arrabassat promptament per raons polítiques el mateix dia en què li fou lliurat. Tot seguit, Szabó va ser despatxada del ministeri. Al llarg del règim estalinista de Mátyás Rákosi, comprès entre 1949 i 1956, el govern prohibí parcialment la publicació de les seves obres. Atès que son marit també romania aturat i estigmatitzat pel règim comunista, hagué d'ocupar-se com a mestra en una escola elemental.
Durant tals anys d'involuntari silenci, comprengué que la poesia constituïa quelcom rígid en excés a fi de propugnar avinentment el seu pensament, i començà a assajar amb la prosa. La seva primera novel·la, Freskó, escrita en el decurs dels anys tractats, va publicar-se el 1958 i assolí un reconeixement considerable tant pel que al·ludeix a la crítica com pel que es refereix al públic. D'aleshores ençà, Magda Szabó ha rebut nombrosos guardons com a novel·lista a Hongria, i les seves obres s'han publicat en més de 40 països distints. L'any 2003 guanyà el premi francés Prix Femina a la millor novel·la estrangera per La porta. Un altre dels seus relats, Abigail, reeixí elegit entre les deu novel·les més populars de la literatura hongaresa en una enquesta organitzada a càrrec de la Televisió nacional d'Hongria. Altres tres novel·les seves també aparegueren d'entre les 100 més populars.

## Obra
| - Bárány (versos, 1947) - Vissza az emberig (versos, 1949) - Ki hol lakik (llibre il·lustrat en vers, 1957) - Mondják meg Zsófikának (novel·la juvenil, 1958) - Freskó (novel·la, 1958) - Bárány Boldizsár (conte en vers, 1958) - Neszek (versos, 1958) - Marikáék háza (llibre il·lustrat en vers, 1959) - Sziget-kék (novel·la-conte, 1959) - Az őz (novel·la, 1959) - Vörös tinta (guió, 1959) - Disznótor (novel·la, 1960) - Álarcosbál (novel·la juvenil, 1961) - Születésnap (novel·la, 1962) - Pilátus (novel·la, 1963) - A Danaida (novel·la, 1964) - Hullámok kergetése (notes de viatge, 1965) - Tündér Lala (novel·la-conte, 1965) - Eleven képét a világnak (drames, 1966) - Fanni hagyományai (drama, 1966) - Alvók futása (relats, 1967) - Mózes egy, huszonkettő (novel·la, 1967) - Zeusz küszöbén (notes de viatge, 1968) - Katalin utca (novel·la, 1969) - Abigél (novel·la juvenil, 1970) - Ókút (novel·la, 1970) - Kiálts, város! (teatre, 1971) - A szemlélők (novel·la, 1973) - Az órák és a farkasok (drames, 1975) - Szilfán halat (recull de versos, 1975) - Az a szép, fényes nap (teatre, 1976) - Régimódi történet (novel·la, 1977) - Kívül a körön (assaigs, crítiques, 1980) - Erőnk szerint (drames, 1980) - Megmaradt Szobotkának (memòries, 1983) - Béla király (trilogia dramàtica, 1984) - Az ajtó (novel·la, 1987) - Az öregség villogó csúcsain (traduccions literàries, 1987) - Záróvizsga (assaigs, estudis, 1987) - A pillanat (Creusais) (novel·la, 1990) - A félistenek szomorúsága (assaigs, estudis, 1992) - Szüret (drames, 1996) - A lepke logikája (estudis publicitaris, 1996) - A csekei monológ (monodrama, 1999) - Mézescsók Cerberusnak (relats, 1999) - Merszi, Möszjő (escrits publicitaris, 2000) - Für Elise (novel·la, 2002) - Békekötés (radiocomèdia, 2006) - La porta (La Segona Perifèria: Barcelona, 2024. Traducció d’Imola Nikolett Szabó i Jordi Giné de Lasa)(RBA edicions: Barcelona, 2005. Traducció d'Eloi Castelló) - Abigail (La Segona Perifèria: Barcelona, 2022. Traducció d’Imola Nikolett Szabó i Jordi Giné de Lasa) |